# Давид Алаба
Давид Олатукунбо Алаба (на немски: David Olatukunbo Alaba) е австрийски футболист и национал. Играч на испанския клуб Реал Мадрид. Футболист на годината в Австрия за 2011. Майката на Алаба е от Филипините, а бащата е от Нигерия.

## Кариера

### Байерн Мюнхен
Започва кариерата си в школата на Аустрия Виена през 2002. От 2008 е в Байерн Мюнхен. На 29 август 2009 вкарва първия си гол за дубъла на „баварците“. За първия тим дебютира на 10 февруари 2010 в мач за националната купа. На 9 март 2010 записва мач в Шампионската лига срещу Фиорентина, като играе в лявата част на защитата.

### Хофенхайм
В началото на 2011 е даден под наем на Хофенхайм до края на сезона. На 23 октомври 2011 Алаба отбелязва първия си гол за Байерн.

### Реал Мадрид
На 28 май 2021 г. официалният сайт на Реал Мадрид съобщава, че Алаба ще се присъедини към тях като свободен агент. Официалното му представяне ще се състои след Евро 2021, заради задълженията му към националния отбор на Австрия. Договора му ще е за срок от 5 години, а според повечето източници ще получава по 12 млн. евро годишна заплата. На 21 юли е представен официално като футболист на Реал Мадрид, а на следващия ден прави и първа тренировка с отбора.

## Национален отбор
Само на 19 години Давид Алаба е избран за най-добър футболист на Австрия за 2011 година. В анкета, организирана от APA (Austrian Press Agency), където гласуват треньори от австрийската Бундеслига, Алаба печели с 21 точки. Играчът на Байерн изпреварва нидерландската звезда на Аустрия Виена – Нацер Баразите (20), и Мартин Харник (13) от Щутгарт.

## Успехи
Байерн Мюнхен
- Бундеслига: 2009/10, 2012/13, 2013/14, 2014/15, 2015/16, 2016/17, 2017/18, 2018/19, 2019/20, 2020/21
- Купа на Германия: 2009/10, 2012/13, 2013/14, 2015/16, 2018/19, 2019/20
- Суперкупа на Германия: 2016, 2018, 2020
- Шампионска лига: 2012/13, 2019/20
- Световно клубно първенство: 2013
- Суперкупа на Европа: 2013

Реал Мадрид
- Ла Лига: 2021/22, 2023/24
- Купа на краля: 2022/23
- Суперкупа на Испания: 2022
- Шампионска лига: 2021/22, 2023/24
- Световно клубно първенство: 2022
- Суперкупа на Европа: 2022

Индивидуални
- Футболист на годината в Австрия: 2011, 2012, 2013, 2014, 2015, 2016, 2020, 2021, 2022, 2023
- Спортист на годината в Австрия: 2013, 2014